# Rajd Polski 2013
Rajd Polski 2013 (LOTOS 70. Rajd Polski) to kolejna, 70 edycja rajdu samochodowego Rajd Polski rozgrywanego w Polsce. Rozgrywany był od 13 do 15 września 2013 roku. Bazą rajdu była miejscowość Mikołajki. Sponsorem rajdu była grupa Lotos. Rajd był dziewiątą rundą Rajdowych Mistrzostw Europy w roku 2013, a także szóstą rundą Rajdowych Samochodowych Mistrzostw Polski w roku 2013 i zarazem siódmą rundą Rajdowych Mistrzostw Litwy. Składał się z 13 odcinków specjalnych. Dyrektorem rajdy był Tomasz Bartoś. Honorowym patronem jubileuszowego rajdu był prezydent Rzeczypospolitej Polskiej Bronisław Komorowski. Na żywo rajdu można było słuchać w specjalnie powołanym na tę imprezę radiu rajdowym, a także kilka odcinków specjalnych (OS) na żywo można było obejrzeć w stacji Eurosport.
Rajd wygrała polska załoga debiutująca samochodem Ford Fiesta R5 Kajetan Kajetanowicz i Jarosław Baran wyprzedzając o niespełna 24 sekundy francuzów Bryana Bouffier i Xaviera Panseri jadących Peugeotem 207 S2000. Trzecie miejsce ze stratą już prawie półtorej minuty zajęli Jan Kopecký i Pavel Dresler jadący Skodą Fabią S2000. Rajdu nie ukończył Robert Kubica, który po sześciu OS-ach zajmował drugą pozycję. Na ostatnim sobotnim OS-ie urwał koło, udało mu się co prawda z dużą stratą dojechać do mety odcinka, ale na trzech kołach nie był w stanie dotrzeć do parku serwisowego.
Po rajdzie Kajetan Kajetanowicz został wyróżniony nagrodą przyznawaną po każdej eliminacji, zdobył trofeum Colin McRae ERC Flat Out Trophy.

## Zwycięzcy odcinków specjalnych[10]
| Dzień       | Numer odcinka | Nazwa odcinka | Długość  | Zwycięzca odcinka                   | Nr Sam. | Samochód          | Czas    | Śr. pr.    | Lider rajdu                         |
| ----------- | ------------- | ------------- | -------- | ----------------------------------- | ------- | ----------------- | ------- | ---------- | ----------------------------------- |
| 14 września | OS1           | Tałty 1       | 6,15 km  | Bryan Bouffier Xavier Panseri       | 6       | Peugeot 207 S2000 | 4:01.9  | 91,5 km/h  | Bryan Bouffier Xavier Panseri       |
| 14 września | OS2           | Baranowo 1    | 12,11 km | Bryan Bouffier Xavier Panseri       | 6       | Peugeot 207 S2000 | 6:30.7  | 111,6 km/h | Bryan Bouffier Xavier Panseri       |
| 14 września | OS3           | Mrągowo 1     | 25,16 km | Robert Kubica Maciej Baran          | 3       | Citroën DS3 RRC   | 16:01.3 | 94,2 km/h  | Bryan Bouffier Xavier Panseri       |
| 14 września | OS4           | Tałty 2       | 6,15 km  | Bryan Bouffier Xavier Panseri       | 6       | Peugeot 207 S2000 | 4:00.6  | 92,0 km/h  | Bryan Bouffier Xavier Panseri       |
| 14 września | OS5           | Baranowo 2    | 12,11 km | Martin Kangur Andres Ots            | 12      | Ford Fiesta R5    | 6:29.9  | 111,8 km/h | Bryan Bouffier Xavier Panseri       |
| 14 września | OS6           | Mikołajki     | 2,50 km  | Robert Kubica Maciej Baran          | 3       | Citroën DS3 RRC   | 1:49.3  | 82,3 km/h  | Bryan Bouffier Xavier Panseri       |
| 14 września | OS7           | Mrągowo 2     | 25,16 km | Kajetan Kajetanowicz Jarosław Baran | 7       | Ford Fiesta R5    | 16:07.6 | 93,6 km/h  | Bryan Bouffier Xavier Panseri       |
| 15 września | OS8           | Biskupiec 1   | 15,58 km | Kajetan Kajetanowicz Jarosław Baran | 7       | Ford Fiesta R5    | 8:17.6  | 112,7 km/h | Bryan Bouffier Xavier Panseri       |
| 15 września | OS9           | Użranki 1     | 15,14 km | Kajetan Kajetanowicz Jarosław Baran | 7       | Ford Fiesta R5    | 8:35.3  | 105,8 km/h | Kajetan Kajetanowicz Jarosław Baran |
| 15 września | OS10          | Mateuszek 1   | 26,02 km | Jan Kopecký Pavel Dresler           | 1       | Škoda Fabia S2000 | 14:49.9 | 105,3 km/h | Kajetan Kajetanowicz Jarosław Baran |
| 15 września | OS11          | Biskupiec 2   | 15,58 km | Bryan Bouffier Xavier Panseri       | 6       | Peugeot 207 S2000 | 8:07.8  | 115,0 km/h | Kajetan Kajetanowicz Jarosław Baran |
| 15 września | OS12          | Użranki 2     | 15,14 km | Martin Kangur Andres Ots            | 12      | Ford Fiesta R5    | 8:34.9  | 105,9 km/h | Kajetan Kajetanowicz Jarosław Baran |
| 15 września | OS13          | Mateuszek 1   | 26,02 km | Kajetan Kajetanowicz Jarosław Baran | 7       | Ford Fiesta R5    | 14:41.7 | 106,2 km/h | Kajetan Kajetanowicz Jarosław Baran |

## Wyniki końcowe rajdu[11][12]
| Miejsce | Kierowca              | Pilot                 | Samochód                   | Czas      | Strata   |
| ------- | --------------------- | --------------------- | -------------------------- | --------- | -------- |
| 1       | Kajetan Kajetanowicz  | Jarosław Baran        | Ford Fiesta R5             | 1:58:40.6 | –        |
| 2       | Bryan Bouffier        | Xavier Panseri        | Peugeot 207 S2000          | 1:59:03.9 | +23.3    |
| 3       | Jan Kopecký           | Pavel Dresler         | Škoda Fabia S2000          | 2:00:09.0 | +1:28.4  |
| 4       | Michał Kościuszko     | Maciej Szczepaniak    | Ford Fiesta R5             | 2:00:54.7 | +2:14.1  |
| 5       | Krzysztof Hołowczyc   | Łukasz Kurzeja        | Ford Fiesta RRC            | 2:01:56.1 | +3:15.5  |
| 6       | Michał Sołowow        | Sebastian Rozwadowski | Ford Fiesta RRC            | 2:01:58.0 | +3:17.4  |
| 7       | Craig Breen           | Lara Vanneste         | Peugeot 207 S2000          | 2:02:14.1 | +3:33.5  |
| 8       | Zbigniew Staniszewski | Paweł Drahan          | Ford Fiesta RRC            | 2:02:28.8 | +3:48.2  |
| 9       | Wasilij Griazin       | Dmitrij Czumak        | Ford Fiesta S2000          | 2:02:48.6 | +4:08.0  |
| 10      | Maciej Oleksowicz     | Michał Kuśnierz       | Ford Fiesta S2000          | 2:02:54.1 | +4:13.5  |
| 11      | Dominykas Butvilas    | Renatas Vaitkevičius  | Mitsubishi Lancer Evo X R4 | 2:04:44.1 | +6:03.5  |
| 12      | Wojciech Chuchała     | Kamil Heller          | Subaru Impreza STi R4      | 2:05:22.6 | +6:42.0  |
| 13      | Toshihiro Arai        | Anthony McLoughlin    | Subaru Impreza STi R4      | 2:08:03.5 | +9:22.9  |
| 14      | Martin Kangur         | Andres Ots            | Ford Fiesta R5             | 2:10:12.4 | +11:31.8 |
| 15      | Marcin Gagacki        | Marcin Bilski         | Mitsubishi Lancer Evo IX   | 2:13:00.7 | +14:20.1 |
| 16      | Radosław Raczkowski   | Łukasz Gwiazda        | Citroën DS3 R3T            | 2:15:09.0 | +16:28.4 |

1. 1 2 3 4 5 6  Nieliczony w klasyfikacji RSMP.